# Meio Löwenstein Jensen

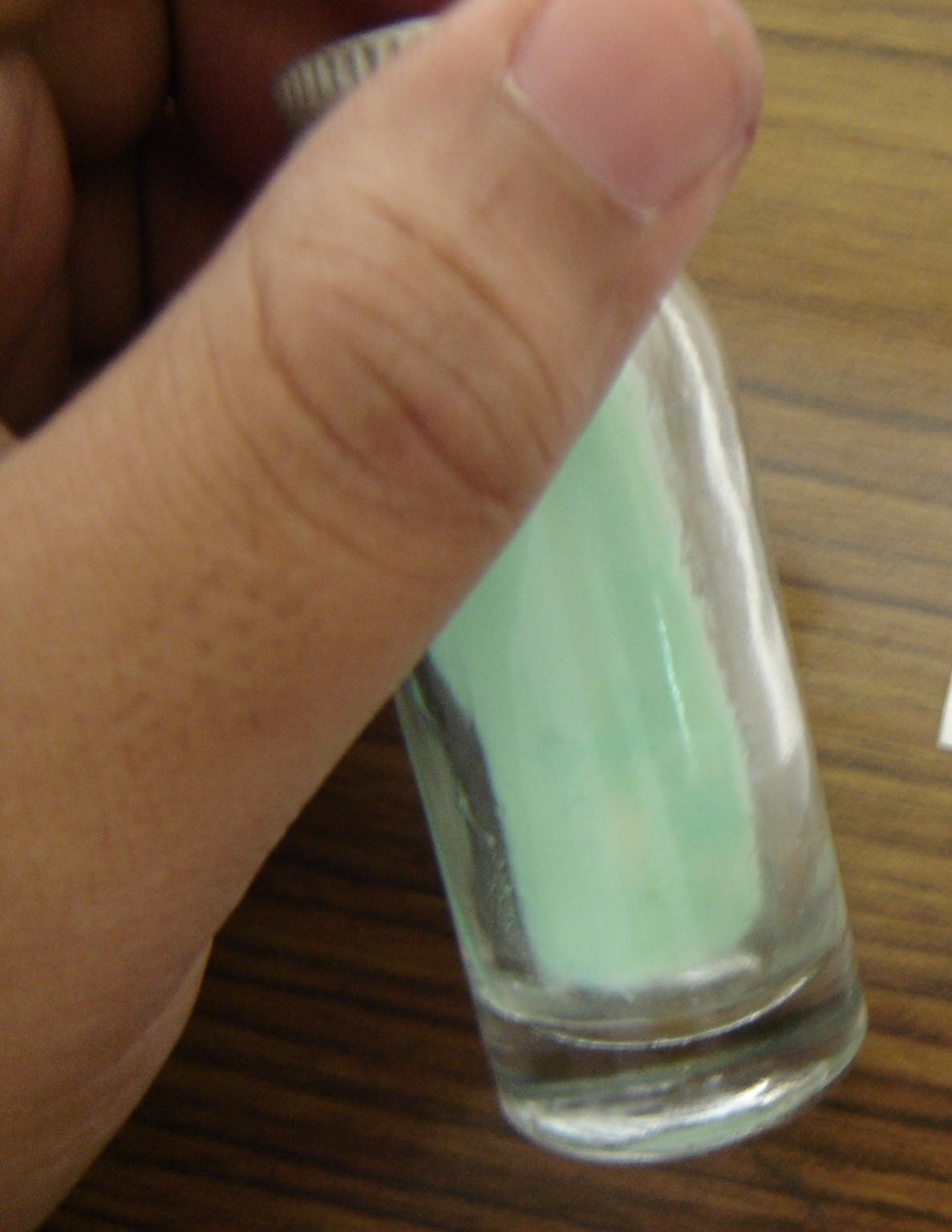
Meio Löwenstein Jensen

Meio Löwenstein Jensen é um meio de cultura utilizado no isolamento inicial de micobactérias. Constituído por ovos integrais e uma série de outros componentes sua positividade é indicada por um crescimento de bom a excelente. Sua cor normal é verde claro e o crescimento de colônias amareladas é indicativo de positividade. Não existindo crescimento de colônias o resultado da cultura é negativo.
Este meio contem glicerol, fécula de batata, sais e ovos (para coagular e solidificar o meio). O verde malaquita é adicionado para inibir o crescimento de baterias gram positivas.